# Trioza ilicina
Trioza ilicina är en insektsart som först beskrevs av De Stefani Perez 1902.  Trioza ilicina ingår i släktet Trioza och familjen spetsbladloppor. Inga underarter finns listade i Catalogue of Life.